# BR24
BR24 – niemiecka stacja radiowa należąca do Bayerischer Rundfunk (BR), bawarskiego publicznego nadawcy radiowo-telewizyjnego. Została uruchomiona w 1991 i ma profil informacyjny. Od szóstej rano do północy nadaje serwisy informacyjne co 15 minut. W nocy emituje pasmo ARD-Infonacht, przygotowywane wspólnie przez kanały informacyjne różnych członków ARD. Siostrzaną stacją cyfrową jest BR24live.
Stacja dostępna jest w Bawarii w analogowym i cyfrowym przekazie naziemnym. Ponadto można jej słuchać w Internecie oraz w niekodowanym przekazie z satelity Astra 1M.
3 maja 2021 r. Bayerischer Rundfunk ogłosił, że od 1 lipca 2021 r. Nazwa B5 aktuell zostanie zmieniona na BR24. Istniejące formaty telewizyjne, takie jak „Rundschau”, zostaną w przyszłości poprzedzone w nazwie przez „BR24”. W ten sposób BR tworzy jednolitą markę dla wiadomości.